# Pterolophia longiuscula
Pterolophia longiuscula là một loài bọ cánh cứng trong họ Cerambycidae.